# ヴォルフガング・アマデウス・モーツァルト
ヴォルフガング・アマデウス・モーツァルト（独: Wolfgang Amadeus Mozart [ˈvɔlfɡaŋ ʔamaˈdeːʊs ˈmoːtsaʁt] ( 音声ファイル)、1756年1月27日 - 1791年12月5日）は、主に現在のオーストリアを活動拠点とした音楽家。
洗礼名はヨアンネス・クリュソストムス・ウォルフガングス・テオフィルス・モザルト（Joannes Chrysostomus Wolfgangus Theophilus Mozart）。
ハイドンやベートーヴェンと同じく古典派音楽・ウィーン古典派を代表する存在である。

## 生涯

### 幼年期
1756年1月27日、ザルツブルクで誕生する。現在はオーストリアの都市であるが、当時は神聖ローマ帝国領（当時の正式名称は「ドイツ国民の神聖ローマ帝国」に属する大司教領であり、オーストリアの前身国家であるオーストリア大公国領には含まれていない。この点が現代にまで議論を招いている点は後述）であった。
父・レオポルト・モーツァルトは、元々は哲学や歴史を修めるために大学に行ったが、途中から音楽家に転じたという経歴を持つ、ザルツブルクの宮廷作曲家・ヴァイオリニストであった。母はアンナ・マリーア・ペルトルで、7番目の末っ子としてヴォルフガングは生まれた。ほかの5人は幼児期に死亡し、唯一、5歳上の姉マリーア・アンナ（愛称ナンネル）だけがいた。この幼児の低い生存率は当時では普通であった。なお、祖先の姓はモッツハルト（Motzhardt）である。
父・レオポルトは息子が天才であることを見出し、幼少時から音楽教育を与えた。3歳のときからチェンバロを弾き始め、5歳のときに現存する最古の作品が作曲される (アンダンテ ハ長調 K.1a)。11歳ごろの作曲譜も発見された。父とともに音楽家としてザルツブルク大司教・ヒエロニュムス・コロレド伯の宮廷に仕える一方で、モーツァルト親子は何度もウィーン、パリ、ロンドン、およびイタリア各地に大旅行を行った。これは神童の演奏を披露したり、よりよい就職先を求めたりするためであったが、どこの宮廷でも就職活動に失敗する。1762年1月にミュンヘンへ、9月にウィーンへ旅行したのち、10月13日、シェーンブルン宮殿でマリア・テレジアの御前で演奏した際、宮殿の床で滑って転んでしまい、6歳のモーツァルトはそのとき手を取った7歳の皇女マリア・アントーニア（のちのマリー・アントワネット）に「大きくなったら僕のお嫁さんにしてあげる」と言ったという逸話がある。7歳のときフランクフルトで演奏した際に作家のゲーテがたまたまそれを聴き、そのレベルは絵画でのラファエロ、文学のシェイクスピアに並ぶと思ったとのちに回想している。

### 巡業と音楽教育
1769年から1771年にかけて第1回目のイタリア旅行を行い、父とともにミラノ、ボローニャ、ローマを巡回する。システィーナ礼拝堂では、門外不出の秘曲とされていたグレゴリオ・アレグリ（Gregorio Allegri）の9声部の『ミゼレーレ』を聴き、暗譜で書き記したといわれる。ナポリでは数十日に及ぶ滞在を楽しみ、当時大変な話題の発掘されてからまもない古代ローマ遺跡ポンペイを訪れている。イタリア旅行は3度に及ぶが、中でも、ボローニャでは作曲者であり教師でもあったジョヴァンニ・バッティスタ・マルティーニ神父に、対位法やポリフォニーの技法を学んだ。教育の成果はすぐに現れなかったが、15年後の円熟期にモーツァルトは対位法を中心的な技法としていた。モーツァルトはほとんどの音楽教育を外国または旅行中に受けた。
1770年にはローマ教皇より黄金拍車勲章を授与される。また同年、ボローニャのアカデミア・フィラルモニカの会員に選出される。しかしこうした称賛は象徴的なものにすぎず、たとえば同年作曲された初のオペラ『ポントの王ミトリダーテ』K. 87は大絶賛されたが、その報酬はわずかなものであった。

### マンハイム時代
1777年にはザルツブルクでの職を辞しミュンヘン、次いでマンハイムへ移る。同年10月、パリに行く途中にアウクスブルクに立ち寄り、彼がベーズレと呼んでいた従妹のマリア・アンナ・テークラ・モーツァルトと再会した。マリアは父・レオポルトの弟の娘で、このとき、2人は互いに惹かれあい、モーツァルトは初めて肉体関係を持った。マンハイムでは、正確な演奏、優雅な音色、クレシェンドで有名だったマンハイム楽派の影響を受ける。モーツァルトは「気取ったマンハイム様式」とも呼んでいた。
モーツァルトはマリアに未練を残しつつも、マンハイムの音楽家フリドリン・ウェーバーの娘、アロイジア・ヴェーバーに恋し、結婚の計画を立てるが、父・レオポルトは猛然と反対し、1778年2月にはパリ行きを命じる。3月から9月までのパリ滞在は悪夢であった。受け入れ先のシャボー公爵夫人からは冷遇され、また稼ぎもよくなかった。また自邸に招いて演奏させた人々は絶賛するが、報酬は出し惜しみした。コンセール・スピリチュエルで演奏された交響曲第31番ニ長調（K297）「パリ」は、交響曲としては3年半ぶりとなる作品である。7月3日、同行した母がパリで死去した。

### ウィーン時代

少年時代のモーツァルト

1781年3月、25歳のモーツァルトはザルツブルク大司教・ヒエロニュムス・コロレドの命令でミュンヘンからウィーンへ移るが、5月9日、コロレドと衝突し解雇され、ザルツブルクを出てそのままウィーンに定住を決意する。以降、フリーの音楽家として演奏会、オペラの作曲、レッスン、楽譜の出版などで生計を立てていた。
翌1782年、父の反対を押し切りコンスタンツェ・ヴェーバーと結婚する。コンスタンツェはかつてモーツァルトが片思いの恋をしたアロイジア・ヴェーバーの妹で、歌劇『魔弾の射手』等の作曲で知られるカール・マリア・フォン・ヴェーバーの従姉であった。このころから自ら主催の演奏会用にピアノ協奏曲の作曲が相次ぐ。
1783年、このころ『ピアノソナタ第11番（トルコ行進曲付き）』を作曲したといわれる（1778年説もある）。
1785年には弦楽四重奏曲集をハイドンに献呈する（「ハイドン・セット」）。2月に父・レオポルトがウィーン訪問した際には、息子の演奏会が盛況なことを喜ぶとともに、ハイドンから息子の才能について賛辞を受ける。ハイドンは2年後の1787年、プラハからのオペラ・ブッファの作曲依頼に対して、自分の代わりにモーツァルトを推薦した。ハイドンは「もし有力者が彼の才能を理解できるのなら、多くの国々がこの宝石を自国の頑固な城壁のなかに持ち込もうとして競うだろう」と断言した。

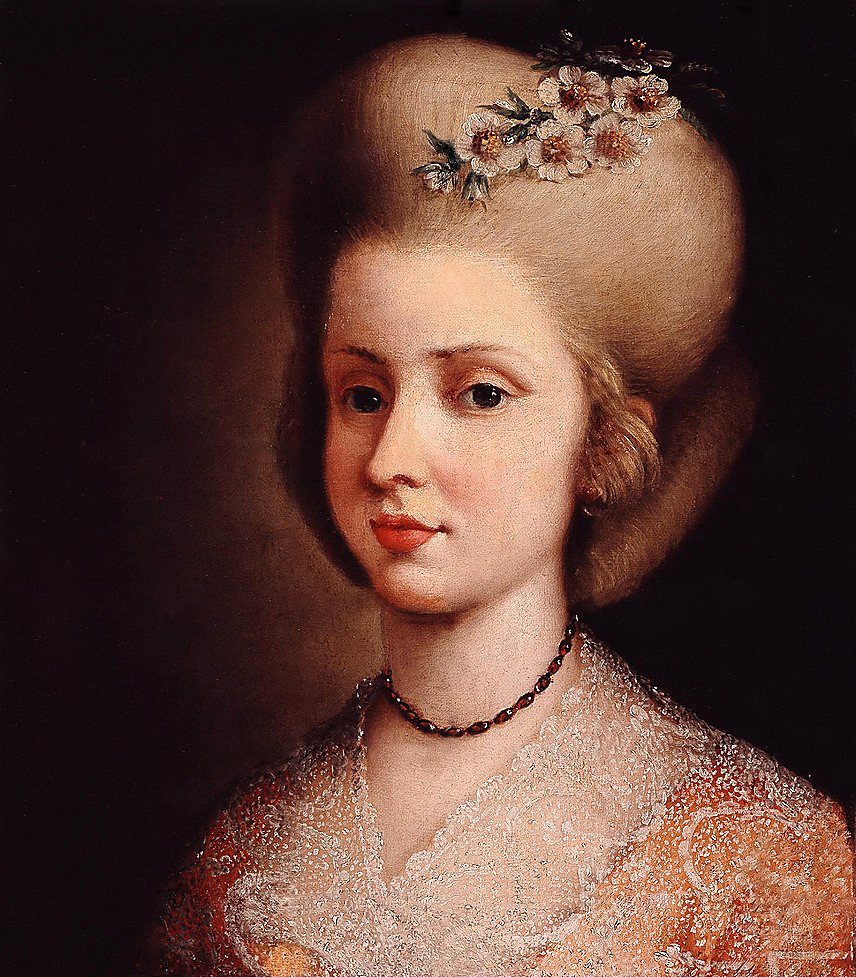
アロイジア・ヴェーバー

1786年5月1日、オペラ『フィガロの結婚』K.492をブルク劇場で初演し、翌年プラハで大ヒットしたためプラハを訪問する。4月にはベートーヴェンがモーツァルトを訪ねたとされるが記録はない。
1787年5月28日に父レオポルト死去。父という文通相手を喪ったため、以降のモーツァルトの書簡は激減し、晩年については不明な点が今日でも多い（現存する晩年の書簡の大半は妻コンスタンツェか、借金相手のヨハン・プフベルク宛のものである）。8月10日、ウィーンで『アイネ・クライネ・ナハトムジーク』を作曲。10月には、新作の作曲依頼を受け、オペラ『ドン・ジョヴァンニ』K.527を作曲し、プラハのエステート劇場で初演。モーツァルト自らが指揮をとる。12月にはグルックの後任として宮廷音楽家に任命される。この役職は、前任のグルックの年俸が2000フロリンだったのに対してモーツァルトの年俸は800フロリンであったことが後世では批判されるが、現在では自由な活動を認める奨励金という性格及び当時31歳という年齢が要因であると考えられるようになっている。与えられた仕事は冬の宮廷舞踏会における舞踏音楽の作曲のみだったが、モーツァルトはこの役職を大々的に売り込みに利用することとなる。
翌1788年にはいわゆる「3大交響曲」（交響曲第39番、第40番、第41番）を作曲する。しかし、第40番を除いて演奏を聴くことはなかったと見られる。さらに、フリーメイソン仲間のヨハン・プフベルクからの借金が増えてくる。

### 晩年
ウィーンではピアニストとして人気があったが、晩年までの数年間は収入が減り、借金を求める手紙が残されている。モーツァルト自身の品行が悪く、浪費癖に加えて、高給な仕事に恵まれなかったことが大きな原因であるが、モーツァルトの類稀な才能に恐れをなした宮廷楽長アントニオ・サリエリらイタリアの音楽貴族達が裏でモーツァルトの演奏会を妨害したため、収入が激減したとする臆説もある。
1790年1月、オペラ 『コジ・ファン・トゥッテ（女はみなこうしたもの）』 K.588を初演する。2月には皇帝ヨーゼフ2世が逝去し、レオポルト2世が即位する。モーツァルトはフランクフルトで行われた戴冠式に同行し、同地で私費を投じてコンサートを開催し、ピアノ協奏曲26番ニ長調 K.537「戴冠式」、同19番ヘ長調 K.459「第二戴冠式」などを演奏するも聴衆は不入りだった。
1791年 1月、最後のピアノ協奏曲となる第27番 K.595を作曲する。この曲を自ら初演した3月4日のコンサートが演奏家としてのモーツァルトの最後のステージとなった。7月には、第6子フランツ・クサーヴァー・モーツァルト（モーツァルト2世）が誕生する。9月、プラハで行われたレオポルト2世のボヘミア王戴冠式でオペラ 『皇帝ティートの慈悲』 K.621を初演。
9月30日、シカネーダーの一座のためにジングシュピール 『魔笛』 K.620を作曲・初演するなど作品を次々に書き上げ精力的に仕事をこなしていたが、9月のプラハ上演のときにはすでに体調を崩し薬を服用していたという。
体調は11月から悪化し、レクイエム K.626に取り組んでいる最中の11月20日から病床に伏し、2週間後の12月5日0時55分にウィーンで死去した。35歳没。死に際して聖職者たちが来るのを拒み、終油の儀は受けていない。
この年、レオポルト・ホフマンの推挙でモーツァルトはシュテファン大聖堂の副楽長に任ぜられたが、無給であった。ホフマンは病床にあったため、彼が次期の楽長になる望みもあった。しかしモーツァルトの方が先に死去し、ホフマンが病から回復したため楽長に昇進することはなかった。ホフマンの死後に楽長を引き継いだのはアルブレヒツベルガーであった。
死去する3年前の手紙に自分自身のことを語っている。「ヨーロッパ中の宮廷を周遊していた小さな男の子だったころから、特別な才能の持ち主だと、同じことを言われ続けています。目隠しをされて演奏させられたこともありますし、ありとあらゆる試験をやらされました。こうしたことは、長い時間かけて練習すれば、簡単にできるようになります。僕が幸運に恵まれていることは認めますが、作曲はまるっきり別の問題です。長年にわたって、僕ほど作曲に長い時間と膨大な思考を注いできた人はほかには一人もいません。有名な巨匠の作品はすべて念入りに研究しました。作曲家であるということは精力的な思考と何時間にも及ぶ努力を意味するのです」

### 妻子
妻・コンスタンツェとの間に4男2女を儲けたが、そのうち成人したのは、カール・トーマスとフランツ・クサーヴァーだけで、残りの4人は乳幼児のうちに死亡している。フランツは職業音楽家となり、「モーツァルト2世」を名乗った。成人した2人の男子はどちらも子を残さなかったため、モーツァルトの子孫はいない。
モーツァルトの死後、コンスタンツェは、彼女の多大な借金を返すために予約演奏会を開いた。そして数年の間に、ウィーン、プラハ、ライプツィヒ、ベルリンなどの音楽会で、後援者たちから多額の金額を集めている。

### 年譜
- 1756年　（0歳） 1月27日、ザルツブルクに生まれる。
- 1761年　（5歳） 最初の作曲を行う（アンダンテ ハ長調 K.1a）。
- 1762年　（6歳） 10月マリア・テレジア御前演奏。
- 1763年 - 1766年　（7 - 10歳） パリ・ロンドン旅行。
- 1767年 - 1769年　（11 - 13歳） 第2回ウィーン旅行。オペラ『みてくれの馬鹿娘』K.51上演。
- 1769年 - 1771年　（13 - 15歳） 第1回イタリア旅行。
- 1770年　（14歳） 黄金拍車勲章授与。12月26日 オペラ『ポントの王ミトリダーテ』K.87初演。
- 1771年　（15歳） 第2回イタリア旅行。セレナード『アルバのアスカニオ』K.111ミラノ上演。
- 1772年 - 1773年　（16 - 17歳） 第3回イタリア旅行。ミラノでオペラ『ルーチョ・シッラ』K.135上演。
- 1773年　（17歳） 第3回ウィーン旅行。
- 1774年 - 1775年　（18 - 19歳） 第4回ウィーン旅行。オペラ『偽の女庭師』K.196上演。
- 1777年　（21歳） ザルツブルクでの職を辞しミュンヘン、マンハイムへ移る。
- 1778年　（22歳） パリへ移る。7月、同行した母はパリで死去する。
- 1779年　（23歳） ザルツブルクに帰郷。ザルツブルク宮廷にオルガニストとして復帰。
- 1780年　（24歳） オペラ『イドメネオ』K.366準備のためにミュンヘンに赴く。マリア・テレジア崩御。
- 1781年　（25歳） ザルツブルク大司教コロレドと衝突、解雇。ウィーン定住を決意。
- 1782年　（26歳）
  - 7月、オペラ『後宮からの誘拐』K.384をウィーンで初演。
  - 8月3日、コンスタンツェ・ヴェーバーと結婚。
- 1783年　（27歳）
  - ザルツブルクに帰郷。大ミサ曲ハ短調 K.427を上演。
  - 6月、長男誕生するもザルツブルク旅行中に死亡。
- 1784年　（28歳）
  - 第2子カール・トーマス・モーツァルト誕生。
  - フリーメイソンリーの慈善ロッジ（ウィーン）に入会（書類上では12月5日）。
- 1785年　（29歳） 弦楽四重奏曲集をハイドンに献呈（「ハイドン・セット」）。
- 1786年　（30歳） オペラ『フィガロの結婚』K.492初演。
- 1787年　（31歳） 父・レオポルト死去。オペラ『ドン・ジョヴァンニ』K.527初演。
- 1788年　（32歳） いわゆる「3大交響曲」を作曲。
- 1789年　（33歳） ベルリン旅行。
- 1790年　（34歳） オペラ『コジ・ファン・トゥッテ』K.588初演。
- 1791年　（35歳） オペラ『皇帝ティートの慈悲』K.621、オペラ『魔笛』K.620初演。12月5日ウィーンにて死去。

### 死因
症状としては全身の浮腫と高熱であったという。ウィーン市の公式記録では「急性粟粒疹熱」とされる。実際の死因は「リューマチ性炎症熱」であったと考えられている。リューマチには幼少期の度重なる旅行生活のなかで罹患したとされている。また、医者が死の直前に行った瀉血が症状を悪化させたとも言われる。
モーツァルトは1791年7月に、自分がアクア・トファーナ（別名ナポリ水とも呼ばれた亜砒酸が主要成分の水溶液で、当時の美顔、美白薬だが毒としても有名だった）で毒殺されかけていると考え、それを妻に伝えている。実際、妻の手紙に「私を嫉妬する敵がポーク・カツレツに毒を入れ、その毒が体中を回り、体が膨れ、体全体が痛み苦しい」とまでもらしていたと言う。当時は遺体のむくみが毒殺の証拠だと考えられており、モーツァルトの遺体がひどくむくんでおり、それによって後述の、サリエリに関する噂が一気に広まった。
また、死後ウィーンの新聞は「毒殺されたのではないか」と報じた。1820年ごろになると、ウィーンでは「ロッシーニを担ぐイタリア派とウェーバーを担ぐドイツ派の論争・対立の中でサリエリがモーツァルトを毒殺した」という噂が流行した。
サリエリは重度の抑うつ症となり、自分の喉を切ろうとして、数多くの背任をまた非難されることになった。この噂にサリエリは1825年に死ぬまで悩まされた。

### 葬儀と墓
葬儀の日取りは「12月6日説」と「12月7日説」の2つがある。遺体はウィーン郊外のサンクト・マルクス墓地の共同墓穴に埋葬された。誰も霊柩馬車に同行することを許されなかったため、実際に埋葬された位置は不明である。この簡素でそっけない埋葬は、晩年のモーツァルトが後援者たちから軽視されていたことの表れだと考えられる。
没後100年の1891年、中央墓地（ベートーヴェン、シューベルト、ブラームスら著名音楽家が多数眠る墓地）に当時サンクト・マルクス墓地にあった「モーツァルトの墓とされるもの」が記念碑として移動した際、またもや位置が分からなくなってしまった。現在サンクト・マルクス墓地にある「モーツァルトの墓とされるもの」は、移転後に墓地の看守が打ち捨てられた他人の墓の一部などを拾い集めて適当な場所に適当に作ったものである。なお、サンクト・マルクス墓地は1874年に新たな中央墓地が建設されたことをもって新規の受け入れを停止している。ヨハン・シュトラウス2世の弟ヨーゼフ・シュトラウスも最初はここに埋葬されていた（1909年に中央墓地に移設）。
現在、国際モーツァルテウム財団（ザルツブルク）にはモーツァルトのものとされる頭蓋骨が保管されている。頭蓋骨に記された由来によれば、埋葬後10年目にモーツァルトを埋葬した墓地は再利用のため整理され、遺骨は散逸し、頭蓋骨だけが保管され、以来複数の所有者の手を経て1902年に同財団によって収蔵された。遺骨の真贋についてはその存在が知られた当初から否定的な見方が多いが、2004年にウィーン医科大学の研究チームがモーツァルトの父・レオポルドほか親族の遺骨の発掘許可を得て、問題の頭蓋骨とのDNA鑑定を行った。検査の結果、頭蓋骨は伯母、姪の遺骨のいずれとも縁戚関係を認められなかったものの、伯母と姪とされる遺骨同士もまた縁戚関係にないことが判明し、遺骨をめぐる謎は解決されなかった。

## 作品
作品総数は断片も含め900曲以上に及ぶ。作品はあらゆるジャンルにわたり、声楽曲（オペラ、教会用の宗教音楽、歌曲など）と器楽曲（交響曲、協奏曲、室内楽曲、クラヴィーアソナタなど）のどちらにも多数の作品が残されている。
作品を識別するには、音楽家のルートヴィヒ・フォン・ケッヘルが分類した作曲順の目録であるケッヘル番号（K.+数字）が使われる。モーツァルト自身は1784年以降に自作の作品目録をつけている。1784年より前の作品やモーツァルト自身の作品目録に載っていない作品には、作曲の時期がはっきりしないものもある。
代表的な作品
- 5大オペラ：『後宮からの誘拐』『フィガロの結婚』『ドン・ジョヴァンニ』『コジ・ファン・トゥッテ（女はみなこうしたもの）』『魔笛』
- 宗教音楽：大ミサ曲、レクイエム、『アヴェ・ヴェルム・コルプス』
- 交響曲：第25番、第29番、第35番『ハフナー』、第36番『リンツ』、第38番『プラハ』、第39番、第40番、第41番『ジュピター』
- セレナード：『アイネ・クライネ・ナハトムジーク』『セレナータ・ノットゥルナ』
- ピアノ協奏曲：第20番、第21番、第22番、第23番、第24番、第26番、第27番
- ヴァイオリン協奏曲：第3番、第5番『トルコ風』
- 管楽器のための協奏曲：クラリネット協奏曲、フルート協奏曲第1番、フルートとハープのための協奏曲、オーボエ協奏曲、ホルン協奏曲
- 弦楽四重奏曲：ハイドン・セット、プロシャ王セット
- 弦楽五重奏曲：第3番、第4番
- その他室内楽曲：クラリネット五重奏曲、オーボエ四重奏曲
- ピアノソナタ：第11番『トルコ行進曲付き』
- ピアノのための変奏曲： きらきら星変奏曲（フランスの歌曲『ああ、お母さん、あなたに申しましょう』による12の変奏曲）ハ長調 K.265

## 作風
最初は父のレオポルト経由でヨハン・ショーベルトなどの当時のヨーロッパで流行した作曲家たちの様式を、チェンバロ曲を中心に学んだ。その後、ヨハン・クリスティアン・バッハの影響をピアノ・管弦楽曲の双方で受けた。後期に入るとハイドンとヨハン・ゼバスティアン・バッハの影響が強い。
モーツァルトの作品はほとんどが長調で、装飾音の多い軽快で優美な曲が多い。聴衆にとっては、明るく華やかに聞こえる作品が多い。これは当時の音楽の流行を反映したもので、ロココ様式あるいはギャラント様式と呼ばれる。彼が主に使用していたピアノの鍵盤が沈む深さは現代のピアノの約半分であり、軽快に演奏できるものであったことがその作風にも影響を与えた。
晩年に向かうにつれて、長調の作品であっても深い哀しみを帯びた作品が増え、しばしば「天国的」と形容される。また、短調作品は少ないながら悲壮かつ哀愁あふれる曲調で、交響曲第40番ト短調のように人気が高い。
モーツァルトの時代にはポリフォニー音楽が流行遅れになり、ホモフォニー音楽が支配的になっていた。しかし彼はJ.S.バッハやヘンデルの作品を研究し、交響曲第41番の終楽章のように対位法を活用する手腕があった。
「下書きをしない天才」とも言われ、モーツァルトが並外れた記憶力を持っていたのは多くの記録からも確かめられているが、自筆譜の中には完成・未完成曲含めて草稿および修正の跡が多く発見されている。人気の高いピアノ協奏曲23番については、その数年前に書かれた草稿が発見されている。ただし作曲するのが早かったのは事実であり、たとえば交響曲第36番はリンツ滞在中に作曲されたが、父との手紙のやり取りから3日で書き上げたことが分かっている。交響曲第39番から41番「ジュピター」までの3つの交響曲は6週間で完成させている。また別の手紙からは、彼が頭の中で交響曲の第1楽章を作曲したあと、それを譜面に書き起こしながら同時に第2楽章を頭の中で作曲し、今度は第2楽章を書き起こしている間に第3楽章を頭の中で作曲したという手順を踏んでいたということが分かっている。
モーツァルトの作品の多くは、生計を立てるために注文を受けて書かれたものである。モーツァルトの時代に限らず、何世紀もの間、芸術家は教皇や権力者などのパトロンに仕えることで生計を立てていた。18世紀になってからはパトロンから市場に移ることが徐々に可能になっていく。幼いころから各地を巡業した理由のひとつが就職活動であり、ベートーヴェンのようにフリーランスとして生きていくことは非常に困難な時代であった。したがって、モーツァルトの作品はその時代に要求された内容であり、たとえば長調の曲が多いのはそれだけ当時はその注文が多かったことの証でもある。実際、父の死後は依頼者のない作品が生まれている。これは、聴衆の嗜好に配慮せよとの父による規制がなくなったため、モーツァルト自身の目指す音楽に向かうことが可能になったからである。交響曲などがそれにあたる。
思想的には、フリーメイソンがパトロンであったこともあり、作品では特に魔笛、ピアノ協奏曲第20番にその影響が指摘されている。

## 楽器
モーツァルトの時代、現在でいう「ピアノ曲」、ピアノ・ソナタ、ピアノ協奏曲などはドイツ語圏では通常「クラヴィーア」と書かれていた。クラヴィーアとは鍵盤楽器のことであるが、有弦鍵盤楽器を指し、フォルテピアノ、チェンバロ（ハープシコード、クラヴサン）、クラヴィコードのいずれかで演奏される選択の自由があったが、協奏曲などは編成からフォルテピアノかチェンバロで演奏された。今日ではチェンバロで演奏される機会も増えている。
モーツァルトの初期の数作品はチェンバロのために書かれており、彼はレーゲンスブルクの製作者フランツ・ヤコブ・シュペートが作ったピアノに馴染んでいた。 後にモーツァルトはアウクスブルクを訪れてシュタインピアノに感銘を受け、そのことを父親への手紙に書いている。1777年10月22日にモーツァルトは、シュタインが提供した楽器で３台のピアノのための協奏曲（K.242）を初演した。アウクスブルク大聖堂のオルガン奏者デンムラーが第１パートを演奏し、モーツァルトが第２パート、そしてシュタインが第３パートを演奏した。1783年のウィーン在住時に、彼はワルターの楽器を購入した。モーツァルトが自分のワルターのフォルテピアノに愛着していた様子は、レオポルト・モーツァルトの「この喧騒を説明するのは不可能だ。おまえの弟のピアノは、彼の家から劇場または他の誰かの家へと少なくとも12回移動されたのだ。」という記述からわかる。
モーツァルトが自身の作品でフォルテピアノのためと明記したのは、1785年に出版した作品が初めてであった。チェンバロはバロック音楽に限定されると思われることが多いが、ウィーンでは19世紀初頭までチェンバロが製作されており、ベートーベンの作品の中にもマンドリンとチェンバロのためのソナチネと言う作品が2つあるほどである。

## 人物像

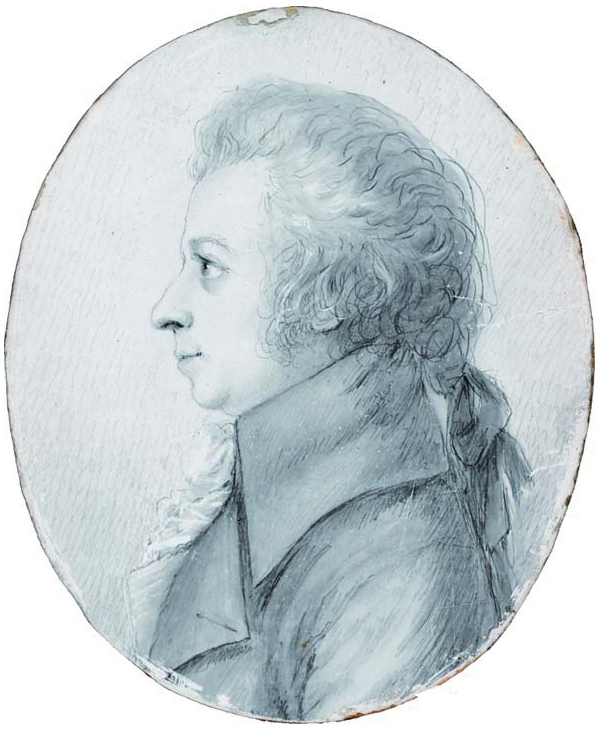
モーツァルト（1789年の肖像画）

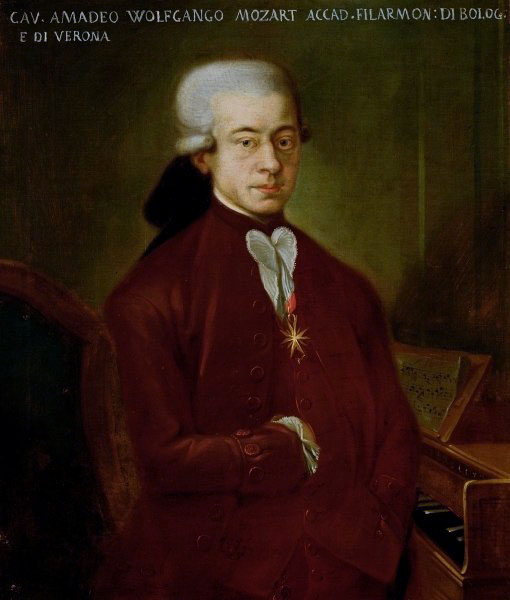
1777年のモーツァルトGiovanni Battista Martiniの依頼による

### 名前
モーツァルトの洗礼名（ラテン語）は、ヨアンネス・クリュソストムス・ウォルフガングス・テオフィルス・モザルト（Joannes Chrysostomus Wolfgangus Theophilus Mozart）である。当時はイタリアの音楽家がもてはやされており、モーツァルトは「テオフィルス」よりもラテン語で意訳した「アマデウス（Amadeus）」を通称として使用していた。ただしモーツァルトはAmadeusではなくイタリア語風のアマデーオ（Amadeo）をおもに使っていたともいわれ、ほかフランス語風のアマデ（Amadé）、ドイツ語風のゴットリープ（Gottlieb）も用いたことがある。

### 容姿
肖像画や銅像ではいずれも「神童」に相応しい端麗な顔や表情、体型をしており子供の姿で描写されたものも多いが、実際の容姿に関しては諸説ある。最初の伝記作者ニーメチェクによれば、身体的に見て「小柄で顔つきは楽しげだったが、情熱的な大きな目を除けば何ひとつ、その突出した才能を示すものはなかった」という。有力なのは「12歳の時にかかった天然痘の痕がいくつもあり、丸鼻で近眼」というものである。本当の顔立ちを知る手がかりとなるはずだったデスマスクは、彼の死後すぐに製作を依頼し、美術陳列館のシュトリテッツ伯爵に石膏で型取られたことが義妹のゾフィー・ハイブルにより証言されているが、その後は行方不明になり現在まで発見されていない。19世紀後半には、葬儀の後の整理の際コンスタンツェがうっかり落として割ってしまったと語られ、いまだに事実のように伝えられているが、実際にはそのような記録はなく憶測に過ぎない。体躯に関しても「小柄である」「肥満が著しかった」などと、様々な説があったが、検死による実際の身長は163センチ程であり、当時の西洋人としては中背程度である。左耳は奇形で、対耳輪上脚と耳垂が欠けていた。この形と類似した耳は「モーツァルト耳」と呼ばれている。また末子のフランツも同様の耳をしている事から、フランツが不義の子であることを否定する根拠にもなっている。

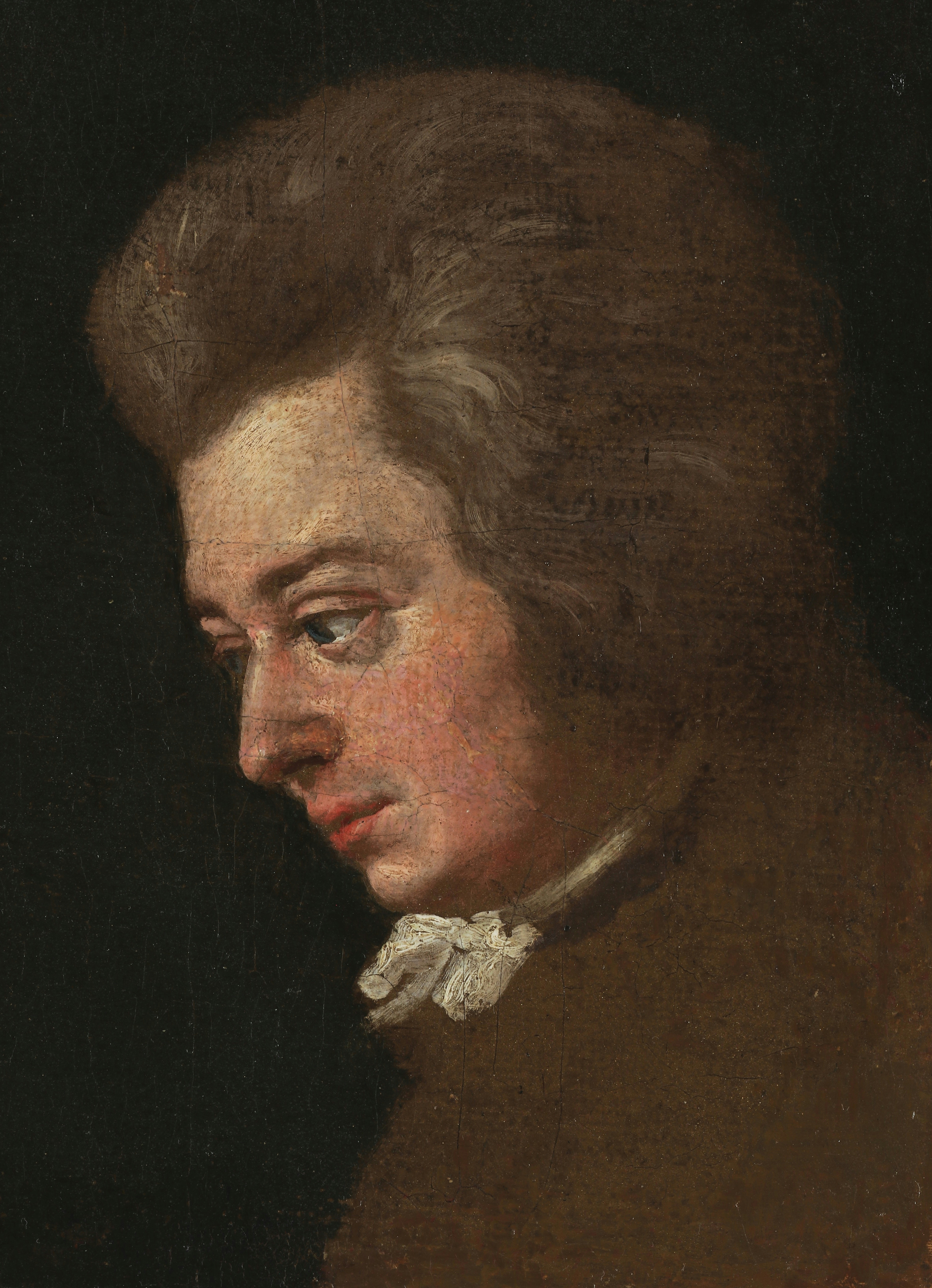
ヨーゼフ・ランゲ作『鍵盤に手を置くモーツァルト』（首より下未完成）妻・コンスタンツェいわく「モーツァルトにもっともよく似た肖像画」

信頼性があるのは、義兄（アロイジアの夫）のヨーゼフ・ランゲによるスケッチである（右下）。

### 人柄
- 優秀な音楽家としての顔を持ちながら、その実は猥談を好み、妻のコンスタンツェに宛てた卑猥な内容の手紙が数多く残されている。
- 女性小説家であるカロリーネ・ピヒラー（英語版、ドイツ語版）は「私がよく知っていたモーツァルトもハイドンも、高級な知能をまったく示さない交友関係の人たちだった。凡庸な精神という素質、おもしろみのない冗談、そしてモーツァルトにおいては軽薄な生活が彼らとの交遊関係でみられたすべてであった。しかし、この取るに足らない殻の中には、素晴らしいファンタジー、メロディー、ハーモニー、そして感情の世界が隠されていた」と書いている。
- モーツァルトが書いたとされる手紙は多く残されているが、手紙は最大5か国語を使い分けて書かれている。また友人などに宛てた手紙の中においては、何の脈絡もなく世界の大洋や大陸の名前を列挙し始めたり、文面に何の関係もない物語を唐突にかつ仔細に書き出したりしていた。

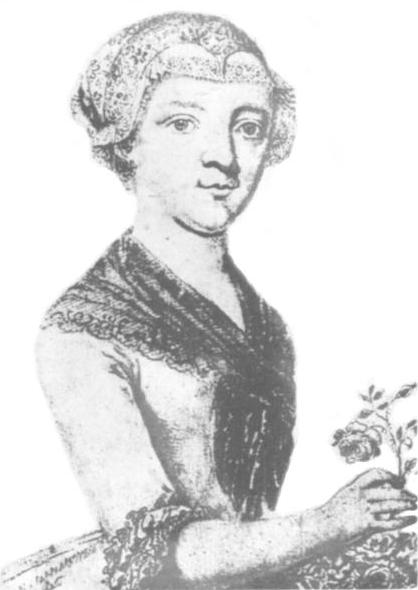
マリア・アンナ・テークラ（ベーズレ）の鉛筆画

- モーツァルトは従妹に排泄にまつわる駄洒落（トイレのユーモア）にあふれた手紙を送ったことがある[注釈 23]。いわゆる「ベーズレ書簡」といわれるもので、「あなたの鼻に糞をします」「ウンコで君のベッドを汚してやるぞ！僕のおしりが火事になった！どういうこと！知ってるぞ、みえるぞ、なめてやろうか、ん、何だ？ウンコが出たがってる？そう、そうだウンコだ。俺は変態だ！」などの記述がある[27]。従妹はマリア・アンナ・テークラ・モーツァルトといい、父・レオポルトの弟の娘で、ヴォルフガングがこの女性と従妹以上の恋愛関係にあったともされる[9]。
- ベーズレ書簡はヴォルフガングの死後、息子たちによって破棄を望まれたが、現在6通が保管されており、これらの手紙は彼の男性的で激しい部分や、言葉による旺盛な想像力を示している。ベーズレの残された数少ない銅版画は、彼女の素晴らしい美貌を示しているが、この点は彼女の強みとはならず、彼女がかなり移り気な女性であったことがのちに証明されることとなった。
- 遠く離れた妻のコンスタンツェにあてた手紙では、そういった言葉づかいは見当たらず、繊細さや優しさを帯びた手紙となっている。ほかに『俺の尻をなめろ』（K.231、K.233）というカノンも作曲するなど、この類の話は彼にスカトロジーの傾向があったとしばしば喧伝されるエピソードであるが、当時の南ドイツでは親しい者同士での尾籠な話は日常的なものでありタブーではなく[28]、またモーツァルトの両親も大便絡みの冗談をいっていた[29]。
- 19世紀の伝記作者は、スカトロジーの表現を無視したり破棄したりしてモーツァルトを美化したが、現在ではこうした表現は彼の快活な性格を表すものと普通に受け止められている。また、上掲の「俺の尻をなめろ」"Leck mir den Arsch"、"Leck mich im Arsch"は英語の"Kiss my ass"（「くそったれ！」など）と同類の慣用表現であり、下品ではあるが必ずしもスカトロジー表現とはいえない。
- そのほか冗談好きな逸話としては、ある貴族から依頼を受けて書いた曲を渡すときに手渡しせず自分の家の床一面に譜面を並べ、その貴族に1枚1枚拾わせたというエピソードがある。
- 精神医学界には、こうした珍奇な行動がサヴァン症候群によるものであるという憶測もある[30]。
- 九柱戯（ボウリング）やビリヤードを好み[注釈 24]、自宅にはキャロムテーブルを置きビリヤードに興じていた[31]。ビリヤード台の上に紙を置き、そこで楽譜を記していたというほどである。賭博にもよく興じたという。高価な衣装を好み、立派な住居を求めて何度も引っ越しをした。モーツァルトの晩年の借金の原因として浪費に加えて「ギャンブラー説」を唱える人もいるが、確かなことは不明である[32]。

### ドイツ人論議
2006年、ドイツのテレビ局ZDFが「史上もっとも偉大なドイツ人は誰か」というアンケートにモーツァルトをノミネートしたことに在独オーストリア大使館が抗議したことから、議論が巻き起こった。
ザルツブルクに生まれ、後生はウィーン住まいであったことを現在の国家にあてはめると大使館の主張には理があるが、局側は、当時オーストリアという国家は存在しなかったと一蹴。これに対してオーストリア側は「ではドイツという名の国家も存在しなかったのだから、ゲーテはドイツ人ではない」と反論した。厳密には当時はハプスブルク家を皇帝に戴いて「ドイツ国民の神聖ローマ帝国」（これをドイツ帝国と略称することもある）が存続していたが、実態は統率の緩い国家連合と化しており、ナポレオン戦争以後は新しく成立したオーストリア帝国を議長国とするドイツ連邦に衣替えしている。実際の国家主権はその下に属するザルツブルク大司教領、ウィーンを含むオーストリア大公領、バイエルン公国、プロイセン王国、ザクセン選帝侯領などの大小のドイツ人諸邦が持っていた。そして、このオーストリア大公領が国号でなく、この称号も併せ持つ神聖ローマ皇帝ハプスブルク家の実質支配地域という曖昧な存在であったこと、つまり当時この地域に国号は「ドイツ国民の神聖ローマ帝国」しか存在しなかった、という点がZDFの論拠となっている。
モーツァルト自身は手紙の中で再三「れっきとしたドイツ人として」「ドイツ民族の栄光に寄与できればうれしい」などと繰り返しており、「われわれドイツ人が、ドイツ風に考え、ドイツ風に演技し、ドイツ語で語り、ドイツ語で歌うことを今やっと始めたのだとすると、それはドイツにとって永遠の汚点となるに違いない」という強烈なドイツオペラ宣言まで行っている。また、ショパンの生前、その生国の新聞が「モーツァルトがドイツ人の誇りならショパンはポーランド人の誇りである」と絶賛したのも有名である。また、書簡の中で自らをオーストリア人と述べる言葉がまったくない点も、上記のような国体情勢（大公領としてのエリア区分でしかなかった当時のオーストリアには国家・国民という概念は希薄だったうえに、モーツァルトは、当時はその域外であったザルツブルク出身者であり、オーストリアに在住したのは最後の10年にすぎない）からはやむをえない点である。同じ論法だとマリア・テレジアもハイドンもれっきとしたドイツ人だが、こうした、どこまでがドイツ人なのか、ドイツ民族なのか、という問題があるにもかかわらず（これは、オーストリア人ヒトラーや伊仏露など、周辺国だけでなく米国も含まれる海外ドイツ系住民地域など非常に多くの難しい課題をはらんでいる）、結果としてモーツァルトだけがノミネートされたことは議論を呼ぶことになった。現在はザルツブルクやウィーンで、モーツァルトはオーストリア人の英雄として内外に伝えられている。

### 逸話
- モーツァルト一家の親しい友人であり、ザルツブルク大司教に仕えたトランペット奏者、ヴァイオリニスト、チェリストのシャハトナーは1763年のある日、わずか6歳のヴォルフガングがヴァイオリンを弾こうとしているところに出くわし、彼から「あなたのヴァイオリンは僕のよりも8分の1ピッチ高く調律されていますよ」と言われた。シャハトナーは最初それを聞いて笑ったが、ヴォルフガングの異常な感覚能力と音の記憶力を知っていた父がヴァイオリンを取ってきて「この子の言う通りか確かめてみてくれ」と言うので確かめてみると、ヴォルフガングの言う通りだったという[34]。
- シャハトナーとの逸話はほかにも残されており、彼はマリアンネ・モーツァルトに向けた1792年4月の手紙にて、次のように書いている。

音楽てんかん、トランペット恐怖症のどちらかが疑われるが、幼いころにサイレンや航空機などの大きな音を出すものを嫌う子どもは珍しくない。モーツァルトの文献を探しても、既往症であるてんかんの疑惑に対する言及や暗示は見つかっていないため、彼には持続的な恐怖心があり、それが恐怖症へ発展したと考えるのが妥当である。
- 姉・ナンネル（マリア・アンナ）がウォルフガングのことをよく知っていた人から回想文を集めて出版された本には、次のような証言がある。

- 1763年5月19日付の「アウクスブルガー・インテリゲンツ・ツェッテル」紙にも、ウォルフガングについての記事が載せられている。

こういった彼の異常な感覚能力についての話はほかにも数多く伝えられており、たとえばデインズ・バリントンというイギリスの法律家は「あるロンドン王立協会への手紙」にて、モーツァルトが大バッハの未完のフーガの主題と展開を完全に記憶しており、いかに即座に再現し弾き終えたかを語っている。#巡業と音楽教育の項で触れた、システィーナ礼拝堂での一件はモーツァルトの逸話として非常に有名であるが、それと併せてこういった証言の数々は彼の才能を示すひとつの証左となっている。
- 協奏曲などを手掛けていたにもかかわらず、フルートを嫌っていた[37]。ドゥジャンという資産家から200フローリンで「小さくて軽く短い協奏曲を3曲と四重奏曲を何曲か、フルートのために作って」くれるように注文を受けたが、結局出来上がったのは協奏曲2曲（しかも1曲は旧作のオーボエ協奏曲からの編曲）と3曲のフルート四重奏曲のみであった。これにドゥジャンが怒り、報酬は半分以下の96フローリンしか支払われなかった。この仕事中、モーツァルトは父レオポルドに宛てた手紙で「我慢できない楽器のために、作曲を続けるのはうんざり」と書いている。モーツァルトがフルートを嫌っていた理由としては、当時のフルートはまだテオバルト・ベームによる改良以前で楽器としての性能が低かったため、とする説が有力である。

## モーツァルトを扱った作品
- モーツァルトとサリエリ - 1830年、プーシキンの戯曲。
  - 1897年、リムスキー＝コルサコフがオペラ化（『モーツァルトとサリエリ (オペラ)』）。
- 哀しみのシンフォニー - シルヴィ・ヴァルタンの1972年のシングル曲（事実上のフレンチ・ポップス）。交響曲第40番の第一楽章の有名なメロディにイタリア語の歌詞を乗せて歌唱。
- 旅の日のモーツァルト（ドイツ語版） - メーリケの小説。
- アマデウス - 1979年、ピーター・シェーファーの戯曲。
  - 1984年、ミロス・フォアマン監督により映画化。
- モーツァルト - 1982年フランスのTVドラマ（全6回、540分）（マルセル・ブリュワル監督作品）。
- くたばれアマデウス（ドイツ語版） - 1985年西ドイツ映画 ウィーン警察と関係者が死因を探る推理ドラマ。
- Rock me Amadeus - 1985年、オーストリアの歌手・ファルコの楽曲。
- モーツァルトは子守唄を歌わない - 1985年、森雅裕の小説。
- マドモアゼル モーツァルト - 1989年、福山庸治の漫画。
  - 1991年、音楽座がミュージカル化、2004年にも『21C:マドモアゼル・モーツァルト』として公演。
- モーツァルト! - 1999年、ミュージカル作品。日本では2002年に初演。
- COMPOSER〜響き続ける旋律の調べ - 2005年、TEAM NACSの舞台。演:安田顕[38]。
- Wolfango Amedeo（ヴォルフガング・アマデウス） - 2006年、G.ファザーノ作曲、V.セッサ=ヴィタリ作詞　同年の第49回ゼッキーノ・ドーロ（イタリア）優勝歌曲。
- モーツァルトの魔法の笛 - 2009年、メアリー・ポープ・オズボーン作　マジック・ツリーハウスシリーズの第27巻。
- ロックオペラ モーツァルト - 2009年、Olivier Dahan演出、Dove Attia, Albert Cohen制作。ミュージカル作品。
- プラハのモーツァルト 誘惑のマスカレード - 2017年のチェコ・イギリス合作映画。

## その他
- ユーロ導入前のオーストリアの最高額面の5,000シリング紙幣、また現在のオーストリアの1ユーロ硬貨にも同じ肖像が採用されている。
- 彼を讃え、水星には「モーツァルト」という名のクレーターが存在する。
- モーツァルト没後200周年となる1991年に発見された鉱物に「モーツァルト石（ドイツ語版）」という名前がつけられている。
- 彼がフリーメイソンの会員[39]であったことは比較的有名である。
- ロシアの音楽評論家アレクサンドル・ウリビシェフは1843年に3巻からなる伝記『Nouvelle biographie de Mozart』をモスクワで出版している[40]。